# Russkije wiedomosti
„Russkije wiedomosti” (ros. Русские ведомости) – rosyjska gazeta społeczno-polityczna założona przez Nikołaja Pawłowa. Była wydawana w latach 1863–1918 w Moskwie.
Początkowo gazeta ukazywała się trzy razy w tygodniu, w 1868 roku przybrała formę dziennika. Po 1870 roku stanowiła organ inteligencji liberalnej, sprzeciwiającej się konserwatywnemu dziennikowi „Moskowskije wiedomosti”. W latach 70. XIX wieku dziennik uchodził za jedną z najbardziej wpływowych gazet wydawanych w Rosji. Ze względu na swój profil „Russkije wiedomosti” wielokrotnie poddawano cenzurze, a redakcję karano grzywnami.
Podczas rewolucji lutowej w 1917 roku „Russkije wiedomosti” poparły Rząd Tymczasowy. Rok później redakcja została zamknięta przez bolszewików po opublikowaniu w gazecie artykułu Z drogi B. Sawinkowa.